# Joseph Ignaz Schmiderer
Joseph Ignaz Schmiderer, auch Schmiederer (* 22. Mai 1755 in Freiburg i. Breisgau; † 15. Februar 1830 ebenda) war ein deutscher Mediziner und Veterinär.

## Leben
Schmiderer war Sohn eines in Freiburg ansässigen Wundarztes und ein hervorragender Schüler. In der Universität seiner Heimatstadt, die damaligen zu Vorderösterreich gehörte, studierte er Philosophie, Medizin und Geburtshilfe unter seinem Lehrer Mederer.
1781 wurde er als Professor für das neugegründete Fach „Thierarzneikunst“ durch Kaiser Joseph II. von Österreich an die Universität berufen. Nach einer Zusatzausbildung in der K.k. Pferde-Curen- und Operationsschule in Wien trat er seinen Lehrstuhl 1783 in Freiburg an. Entsprechend seiner Doppelausbildung übte er auch in den humanmedizinischen Fächern eine bedeutende Lehrtätigkeit aus. Obwohl er elfmal Dekan der medizinischen Fakultät war, wurde sein Fach als „Viehkanzel“ verspottet.
Insbesondere in den Kriegsjahren um die Jahrhundertwende führte er das Kriegslazarett in Freiburg, was ihm zahlreiche Ehrungen auch der feindlichen französischen Generäle einbrachte. Er war Mitglied der Freiburger Freimaurerloge Zur edlen Aussicht.

## Literatur

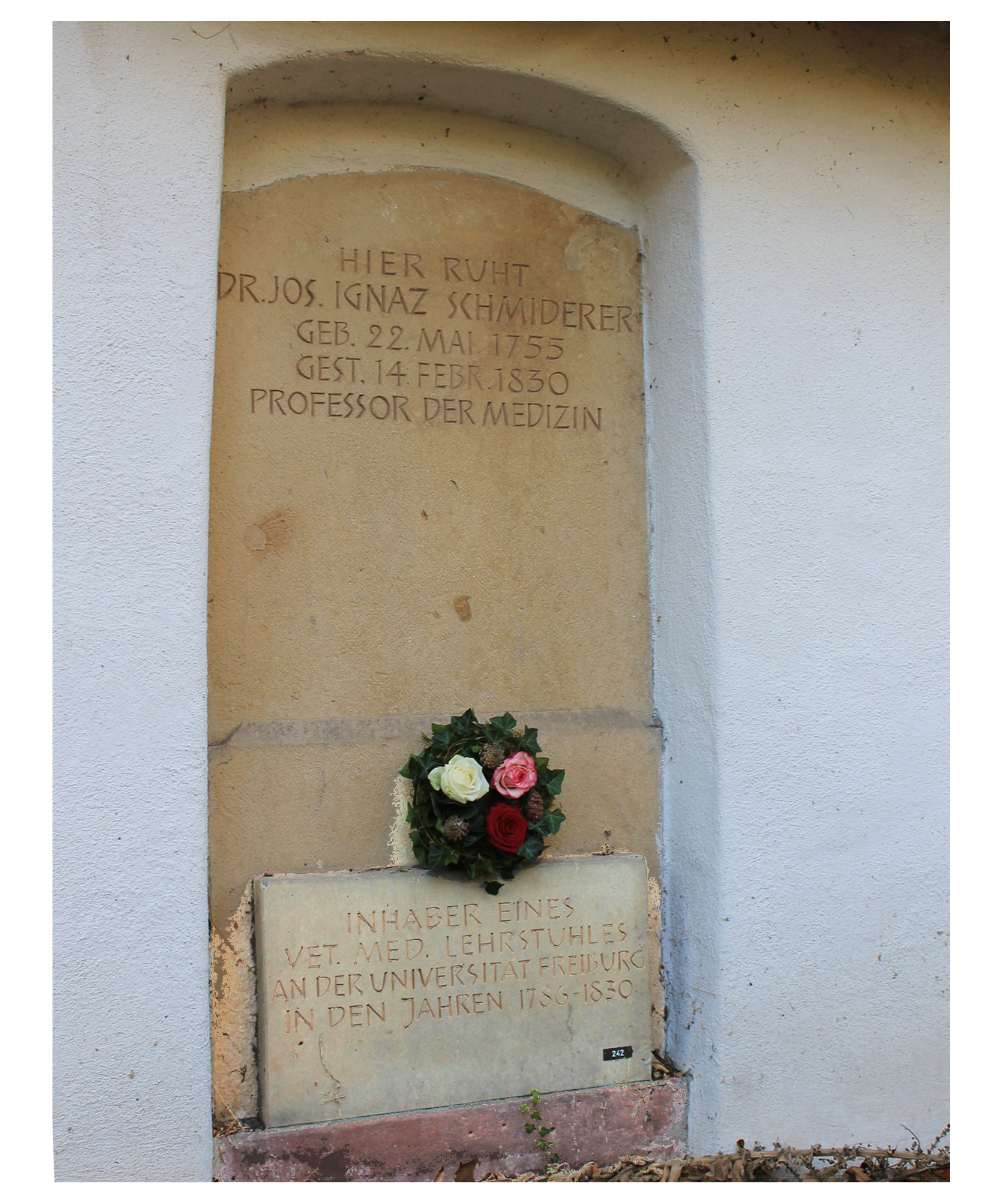
Grab im Alten Friedhof in Freiburg